# Markus Trebitsch
Markus Trebitsch (* 26. September 1950 in Hamburg) ist ein deutscher Fernsehproduzent mit einigen wenigen Ausflügen zur Kinofilmproduktion.

## Leben und Wirken
Markus Trebitsch hatte über seinen Vater Gyula Trebitsch die Fernsehbranche und das Produktionsgeschäft von der Pike auf kennen gelernt. 1975 machte er sich selbständig und gründete mit der Aspekt Telefilm-Produktion GmbH seine eigene Produktionsfirma, die nicht zur umfassenden Firmenholding Gyula Trebitschs gehörte. Bis zum Jahresende 2007 blieb Trebitsch Anteilseigner seiner eigenen Firma, an der er zu diesem Zeitpunkt noch eine Sperrminorität von 25 Prozent besaß. Ab dem 1. Januar 2008 betätigte Trebitsch sich nunmehr als unabhängiger Produzent. Dennoch blieb Trebitsch der Aspekt Telefilm, die nun zu 95 Prozent Spiegel TV gehörte, auch weiterhin als Produzent verbunden.
Markus Trebitsch hat Show- und Jubiläums-Galas für deutschsprachige Unterhaltungsgrößen wie Loriot, Liselotte Pulver und Christiane Hörbiger ebenso produziert wie Serien (z. B. Evelyn Hamanns Evelyn Hamanns Geschichten aus dem Leben oder auch Zwei Münchner in Hamburg mit Elmar Wepper und Uschi Glas sowie Zwei Brüder mit beiden Wepper-Brüdern) und ambitionierte Einzelfilme (Neger, Neger, Schornsteinfeger! mit Veronica Ferres und die Siegfried-Lenz-Verfilmungen Der Mann im Strom und Das Feuerschiff, beide mit Jan Fedder in der jeweiligen Hauptrolle). Für die namensgleiche Neuverfilmung des einst (1957) von seinem Vater Gyula produzierten Kinostoffs Die Zürcher Verlobung konnte er exakt ein halbes Jahrhundert darauf Lilo Pulver das letzte Mal vor die Spielfilmkamera holen.
Markus Trebitsch ist der Bruder der Hamburger Fernsehproduzentin Katharina Trebitsch.

## Filmografie
als persönlicher Produzent oder Herstellungsleiter
- 1978: Helen Schneider[4] ein Mädchen aus New York

- 1981: Der rote Strumpf
- 1985: Kaiser und eine Nacht
- 1986: Robert Wilson und die CIVIL warS (Doku)
- 1986: Vertrauen gegen Vertrauen
- 1988: Fifty-Fifty
- 1988: Spätes Glück nicht ausgeschlossen
- 1990: Kein pflegeleichter Fall
- 1992: Widerspenstige Viktoria
- 1993–1996: Geschichten aus dem Leben (Fernsehreihe)
- 1994–1996: Zwei Brüder (Fernsehserie)
- 1996: Das Tor des Feuers
- 1999–2001: Zwei Männer am Herd
- 2001: Ein Geschenk der Liebe
- 2003: Weihnachten im September
- 2003: Loriots 80. Geburtstag
- 2005: Gegen jedes Risiko
- 2006: Der Mann im Strom
- 2006: Neger, Neger, Schornsteinfeger!
- 2007: Die Zürcher Verlobung – Drehbuch zur Liebe
- 2008: Das Feuerschiff
- 2008: Sommerwellen
- 2009: Die göttliche Sophie
- 2010: Luises Versprechen
- 2010: Die Auflehnung
- 2010: Wie ein Licht in der Nacht
- 2011: Die göttliche Sophie – Das Findelkind
- 2012: Der Hafenpastor
- 2013: Arnes Nachlass
- 2015: Auf der Straße
- 2015: Der Hafenpastor und das graue Kind
- 2016: Die letzte Reise
- 2016: Der Hafenpastor und das Blaue vom Himmel
- 2017: Eltern allein zu Haus (Fernseh-Trilogie)
  - 2017: Die Schröders (Film 1)
  - 2017: Die Winters (Film 2)
  - 2017: Frau Busche (Film 3)